# Combat de Vizagapatam
Batailles
Expédition Linois dans l'océan Indien
Poulo Aura-Combat de Vizagapatam
La bataille navale de Vizagapatam a lieu le 18 septembre 1804, dans le nord du golfe du Bengale.

## Le combat
Elle met aux prises deux Indiamen, Barnaby et Princess Charlotte (en), et leur navire d'escorte, le Centurion (en), de 50 canons, à une petite escadre française commandée par le contre amiral Linois et composée d'un navire de ligne de 74 canons, le Marengo (en) et de 2 frégates, Atalante, 40 canons, et Sémillante (en), 36 canons.
Les Anglais sont à l'ancre dans la baie, en train de charger les deux Indiamen.
Les Français arrivent du sud-ouest, arborant les couleurs de la Royal Navy,. Le Barnaby se réfugie au plus près de la côte, tandis que l'autre navire reste à l'ancre. Le Centurion tente de combattre, le Marengo et la frégate Atalante. Des deux côtés, on est à l'ancre à environ un mille de distance. Après plusieurs heures de canonnade, les Français s'éloignent.
Malgré la disproportion des forces, les Anglais resteront maîtres du terrain, mais ne pourront empêcher la capture du Princess Charlotte par la Sémillante.
Pour ce combat, le capitaine Lind sera anobli.
L'amiral Linois, dans son rapport, invoquera l'« extraordinaire » armement du Centurion et la crainte de voir apparaître deux navires de ligne britanniques qu'il pensait être dans les parages.

## Ordre de bataille
| Navire                   | Armement                 | Commandant                                                                                   | Notes                                |
| ------------------------ | ------------------------ | -------------------------------------------------------------------------------------------- | ------------------------------------ |
| Marengo Classe Téméraire | 74 canons et 4 caronades | Contre-amiral Charles-Alexandre Durand de Linois Capitaine de vaisseau Joseph-Marie Vrignaud | Navire amiral 2 morts et 1 blessé    |
| Atalante                 | 40 canons                | Capitaine de frégate Camille-Charles-Alexis Gaudin-Beauchène                                 | 3 morts et 5 blessés                 |
| Sémillante               | 36 canons                | Capitaine de frégate Léonard-Bernard Motard                                                  | Pas engagée dans l'action principale |

| Navire             | Armement  | Commandant           | Notes                                                                |
| ------------------ | --------- | -------------------- | -------------------------------------------------------------------- |
| HMS Centurion      | 50        | Post-captain Lind    | Navire de ligne de 4e rang                                           |
| Barnaby            | 24 canons | Capitaine Philips    | Indiamen, échoué                                                     |
| Princess Charlotte | 24 canons | Capitaine John Logan | Indiamen, capturé par la Sémillante sans avoir tiré une seule bordée |

Le lieutenant-colonel Alexander Campbell (en), avec des détachements du 74th Regiment of Foot assure le service des trois canons formant la batterie de Vizagapatam. 
50 cipayes sont envoyés aider Princess Charlotte à mettre en batterie ses canons.